# Rubina Abid
Rubina Abid (n. 1965) es una botánica pakistaní, que se desempeña académicamente en el Departamento de Botánica, de la Universidad de Karachi.

## Algunas publicaciones

### Libros
- mohammad Qaiser, rubina Abid. 2003a. Asteraceae: Inuleae, Plucheeae & Gnaphalieae. Nº 210 de Flora of Pakistan. Ed. Dept. of Botany, University of Karachi. 215 pp.

- ---------------------------, -----------------. 2003b. Flora of West Pakistan: Asteraceae (2) - Inuleae, Plucheeae & Gnaphalieae. Volumen 210. Editor Stewart Herbarium, 215 pp.

- La abreviatura «Abid» se emplea para indicar a Rubina Abid como autoridad en la descripción y clasificación científica de los vegetales.[1]